# Auzout (cratera)
A cratera Auzout vista da Apollo 17 CSM.
Auzout é uma cratera lunar que está localizada a sudeste do Mare Crisium, perto do limbo leste da Lua. Devido a este encurtamento da cratera parece bastante oval, mas na verdade é relativamente circular na forma. Anexado à margem sul da cratera van Albada. Para o leste-nordeste esta o grande Condorcet. Esta cratera não é especialmente notável, embora não possui um cume central.
Esta cratera é designada como 'Azout' em algumas fontes.

## Crateras satélite
Por convenção, estas características são identificadas em mapas lunares colocando a letra no lado do ponto médio da cratera que é mais próximo de Auzout.
| Auzout | Latitude | Longitude | Diâmetro |
| ------ | -------- | --------- | -------- |
| C      | 8.8° N   | 65.3° E   | 16 km    |
| D      | 9.3° N   | 62.3° E   | 10 km    |
| E      | 9.6° N   | 60.6° E   | 17 km    |
| L      | 8.3° N   | 61.3° E   | 9 km     |
| R      | 8.7° N   | 60.1° E   | 6 km     |
| U      | 9.4° N   | 61.0° E   | 8 km     |
| V      | 9.3° N   | 61.4° E   | 7 km     |

As seguintes crateras foram renomeadas pela UAI.
- Auzout A — van Albada (cratera).
- Auzout B — Krogh (cratera).

### Obras em língua portuguesa
- Freitas Mourão, Ronaldo Rogério de (2008). Dicionário Enciclopédico de Astronomia e Astronáutica. Lexicon. ISBN 9788586368356

### Obras em língua inglesa
- Andersson, L. E.; Whitaker, E. A., (1982). NASA Catalogue of Lunar Nomenclature. [S.l.]: NASA RP-1097
- Blue, Jennifer (25 de julho de 2007). «Gazetteer of Planetary Nomenclature». USGS. Consultado em 5 de agosto de 2007
- B. Bussey; P. Spudis (2004). The Clementine Atlas of the Moon. New York: Cambridge University Press. ISBN 0-521-81528-2
- Cocks, Elijah E.; Cocks, Josiah C. (1995). Who's Who on the Moon: A Biographical Dictionary of Lunar Nomenclature. [S.l.]: Tudor Publishers. ISBN 0-936389-27-3
- McDowell, Jonathan (15 de julho de 2007). Lunar Nomenclature (Relatório). Jonathan's Space Report. Consultado em 24 de outubro de 2007
- Menzel, D. H.; Minnaert, M.; Levin, B.; Dollfus, A.; Bell, B. (1971). «Report on Lunar Nomenclature by The Working Group of Commission 17 of the IAU». Space Science Reviews. 12. 136 páginas
- Moore, Patrick (2001). On the Moon. [S.l.]: Sterling Publishing Co. ISBN 0-304-35469-4
- Price, Fred W. (1988). The Moon Observer's Handbook. [S.l.]: Cambridge University Press. ISBN 0521335000
- Rükl, Antonín (1990). Atlas of the Moon. [S.l.]: Kalmbach Books. ISBN 0-913135-17-8
- Webb, Rev. T. W. (1962). Celestial Objects for Common Telescopes 6th revision ed. [S.l.]: Dover. ISBN 0-486-20917-2
- Whitaker, Ewen A. (1999). Mapping and Naming the Moon. [S.l.]: Cambridge University Press. ISBN 0-521-62248-4
- Wlasuk, Peter T. (2000). Observing the Moon. [S.l.]: Springer. ISBN 1852331933